# Iarucanga capillacea
Iarucanga capillacea är en skalbaggsart som först beskrevs av Bates 1866.  Iarucanga capillacea ingår i släktet Iarucanga och familjen långhorningar. Inga underarter finns listade i Catalogue of Life.